# 申奈舜
申奈舜（신능균，1939年—），又名尼尔森·申（Nelson Shin），是大韓民國動畫公司AKOM的創辦人。他在1985年於首爾創立這公司。世界多套知名的動畫，例如《傻豹》、等，都是出於他的手筆。
在1970年代，申奈舜加入DePatie-Freleng Enterprises製作動畫。

## 附註
1. ↑  申奈舜在imdb的個人資料指他在1942年出生。

## 外部連結
- 華翼網：兩韓制作動畫片"春香傳"聯映 開朝鮮半島先例 （页面存档备份，存于），2005-08-12
- http://www.chinadaily.com.cn/english/doc/2005-03/05/content_421986.htm （页面存档备份，存于）
- http://www.mankabros.com/ubb/Forum2/HTML/000210-2.html （页面存档备份，存于）
- http://uk.news.yahoo.com/itn2112790.html
- http://stuff.co.nz/stuff/0,2106,3205871a1869,00.html （页面存档备份，存于）
- http://www.msnbc.msn.com/id/7069645/p://www.21stcentury.com.cn/article.php?sid=982&thold=0&mode=&order=0
- 申奈舜在互联网电影资料库（IMDb）上的資料（英文）